# Beth Anders
Beth Anders, née le 13 novembre 1951 à Norristown en Pennsylvanie, est une joueuse de hockey sur gazon américaine.

## Carrière
Beth Anders fait partie de l'équipe des États-Unis de hockey sur gazon féminin médaillée de bronze aux Jeux olympiques de 1984 à Los Angeles